# Andromacha (imię)
Andromacha – imię żeńskie pochodzące z greckiej mitologii, w której Andromacha była żoną Hektora. 
Andromacha imieniny obchodzi: 16 maja.